# Angelo Fasolo
Angelo Fasolo (Chioggia, 1426 – 1490) è stato un vescovo cattolico italiano.

## Biografia
Nacque a Chioggia nel 1426 da una famiglia cittadinesca veneziana. Sia il fratello Andrea che il nipote Francesco svolsero una prestigiosa carriera di funzionari al servizio della Serenissima.
Il 16 febbraio 1457 fu eletto vescovo di Cattaro.
Il 7 novembre 1459 fu trasferito alla sede vescovile di Modone.
Il 16 settembre 1464 fu nominato vescovo di Feltre.
Nel 1487 stabilì, con decreto "rigoroso", che il clero "obbligato al coro nella chiesa cattedrale" dovesse recitare il mattutino all'aurora.
Fu anche tesoriere della Camera apostolica.
Intrattenne rapporti con l'umanista Pomponio Leto che, in occasione della congiura contro papa Paolo II, "dichiarò che a Roma non accettava come giudice delle sue azioni altri che il vescovo di Feltre".
Morì nel 1490.